# Droge voeding, kassa 4
Droge voeding, kassa 4 was een Vlaamse televisieserie die liep van 2001 tot 2003.
De reeks was een van de fictieseries die VTM rond die tijd lanceerde. Net als zusje Café Majestic kreeg het drie seizoenen. Opvolgers waren Hallo België! en nieuwe afleveringen van Lili en Marleen, waarvoor deze serie plaats moest maken.

## Het verhaal
In de serie worden de werknemers van een lokale supermarkt gevolgd.
Eddy (Ben Segers) is gerant van de winkel. Eigenlijk heeft hij hier helemaal geen verstand van. Hij wordt dan ook voortdurend gecontroleerd door zijn zus en bazin, Barbara (Christel Domen). Na zijn mislukte relatie met de Russische winkelbediende Frie (Katrien De Becker), begon hij iets met Lena (Myriam Bronzwaar). Hij ontdekt dat zij het zakelijke talent heeft dat hij mist en de twee wisselen dan ook van job.
De overige werknemers zijn de knappe Clarissa (Anneke Van Hooff), Ingrid (Saskia Debaere), de domme Wim (Bert Van Poucke) en de onhandige Stan (Jos Van Geel). Die laatste heeft een relatie met kuisvrouw Emma (Daisy Thijs). Hij is klein en verlegen, zij forsgebouwd en niet op haar mondje gevallen.
Daarnaast is er vaste klant Angèle Lamarmite (Alice Toen), die het niet kan laten om het team elke keer weer 'den duvel' te komen aandoen.

## Cast
- Myriam Bronzwaar - Lena Schoofs (2001-2003)
- Ben Segers - Eddy Windham (2001-2003)
- Saskia Debaere - Ingrid Morre (2001-2003)
- Daisy Thys - Emma (2001-2003)
- Jos Van Geel - Stan Leman (2001-2003)
- Bert Van Poucke - Wim (2001-2003)
- Alice Toen - Angèle Lamarmite (2001-2003)
- Christel Domen - Barbara Windham (2001-2002)
- Katrien De Becker - Frie Ratajczak (2001-2002)
- Anneke Van Hooff - Clarissa (2002-2003)

## Afleveringen
|  | #  | Seizoen | Titel                   | Datum         |
|  | -- | ------- | ----------------------- | ------------- |
|  | 1  | 1       | U hoort nog van ons     | 8 maart 2001  |
|  | 2  | 1       | Sparen voor de zwijnen  | 15 maart 2001 |
|  | 3  | 1       | Chocoladen ventje       | 22 maart 2001 |
|  | 4  | 1       | De gouden glimlach      | 29 maart 2001 |
|  | 5  | 1       | Denkers en doeners      | 5 april 2001  |
|  | 6  | 1       | Ongewenste intimiteiten | 12 april 2001 |
|  | 7  | 1       | Vieze vette vuilniszak  | 19 april 2001 |
|  | 8  | 1       | Videodingen             | 26 april 2001 |
|  | 9  | 1       | Reclamespot             | 3 mei 2001    |
|  | 10 | 1       | Liefde is een boksmatch | 10 mei 2001   |
|  | 11 | 1       | Driedubbele dief        | 17 mei 2001   |
|  | 12 | 1       | Flip Flap Partysnack    | 24 mei 2001   |
|  | 13 | 1       | Salut en de kost        | 31 mei 2001   |
|  | 14 | 2       | Bijna Prijs             | 8 april 2002  |
|  | 15 | 2       | Oeh-Babe-Babe           | 15 april 2002 |
|  | 16 | 2       | Hifi                    | 22 april 2002 |
|  | 17 | 2       | Viswijverij             | 29 april 2002 |
|  | 18 | 2       | Stem Op De Kop          | 6 mei 2002    |

|  | #  | Seizoen | Titel                      | Datum         |
|  | -- | ------- | -------------------------- | ------------- |
|  | 19 | 2       | Congé Olé                  | 13 mei 2002   |
|  | 20 | 2       | Hartendief                 | 20 mei 2002   |
|  | 21 | 2       | Geld Moet Rollen           | 27 mei 2002   |
|  | 22 | 2       | Bio Onbespoten             | 2 juni 2002   |
|  | 23 | 2       | Moeder Mag Het Niet Weten  | 9 juni 2002   |
|  | 24 | 2       | Atoomgeleerde              | 16 juni 2002  |
|  | 25 | 2       | Sonoyora Sushi             | 23 juni 2002  |
|  | 26 | 2       | Overuren                   | 30 juni 2002  |
|  | 27 | 3       | Prijs                      | 8 april 2003  |
|  | 28 | 3       | De Garnaaloorlog           | 15 april 2003 |
|  | 29 | 3       | Korte Kussen, Lange Jassen | 22 april 2003 |
|  | 30 | 3       | Accident                   | 29 april 2003 |
|  | 31 | 3       | Respect en Cholesterol     | 6 mei 2003    |
|  | 32 | 3       | Vacature                   | 13 mei 2003   |
|  | 33 | 3       | Speculoser                 | 20 mei 2003   |
|  | 34 | 3       | Meubelen en Huisgerief     | 27 mei 2003   |
|  | 35 | 3       | Helleu                     | 2 juni 2003   |
|  | 36 | 3       | Samba                      | 9 juni 2003   |